# نورمان إيفانز
نورمان إيفانز (بالإنجليزية: Norman Evans)‏ هو ممثل بريطاني (وحمل سابقاً جنسية المملكة المتحدة لبريطانيا العظمى وأيرلندا)، ولد في 11 يونيو 1901 في المملكة المتحدة، وتوفي في 25 نوفمبر 1962 في المملكة المتحدة.

## وصلات خارجية
- نورمان إيفانز على موقع IMDb (الإنجليزية)
- نورمان إيفانز على موقع قاعدة بيانات الفيلم (الإنجليزية)